# Теза (видавництво)
Теза — українське видавництво сучасної літератури для молоді.

## Історія
Засновано у червні 1999 року.
Серед перших в незалежній Україні почало видавати сучасних вітчизняних та закордонних авторів.
Близько половини асортименту видавництва складають переклади.
До 2013 року «Теза» видала понад 226 книжок, навчально-наочних посібників, мультимедійних видань.

## Видання
Зазвичай видає літературу для дітей, підлітків та юнацтва.
Додатковими тематиками є краєзнавчі та навчальні видання.
Підтримує благодійні заходи ГО «Форум видавців» та загальноукраїнський конкурс «Найкращий читач року» в рамках програми «Книгоманія».
Тісно співпрацює з літературними конкурсами «Коронація слова», «Дитячий портал».
Послуговується сучасними технологіями просування книжок та активно просуває права своїх клієнтів, якими є автори, художники та перекладачі, на міжнародні ринки.

### Художня література
Художня література видається для дітей різного віку, як то для дітей:
- 3-6 років:
  - Розмальовки на картоні
  - Аудіокнижки
  - Інтерактивні мультимедійні аудіокнижки Книжки майбутнього — вже сьогодні! Інтерактивні аудіокнижки — радість для малечі. Слухаючи казку, прекрасно прочитану професійними акторами, можливо гортати кольорові ілюстрації. Вподобані зображення зберігати як екранні заставки для комп'ютера чи мобільного телефону. А дотепні фрази завантажувати як рингтони. Крім того на диску малюків очікують розвиваючі та творчі ігри з персонажами казки: Складанка (пазли) Розмальовка Вужик-смужик — динамічна гра-зміка Квест та інші… На диску все відповідає девізу: Діти слухають і грають, а батьки — відпочивають!

- 7-10 років:
- Пригодницька бібліотека Найкращі твори українських та зарубіжних письменників. Вишукана українська мова, великий шрифт, численні привабливі ілюстрації, спеціальний книжковий папір (зі зменшеною білизною та підвищеною непрозорістю) полегшують сприйняття. Книжки у твердих палітурках, блоки шиті. Видання одержали гігієнічні "Якісні посвідчення". Рекомендуємо для позакласного читання.
- Мій улюблений автор

- 9-12 років:
  - Акватика
  - Русалонька із 7-В
  - Файна фентезі — «ФФ»
  - Дитячий детектив — «ДД»

- 11-15 років:
  - «13 +» серія видань, які розкривають для підлітків табуйовані теми, майже відсутні в українській літературі: як почувається дитина із не гарною зовнішністю, що штовхає підлітка стати грабіжником, як поводитись із нелюбим відчимом, що очікує на вагітну старшокласницю, приховане насильство в родині, перша закоханість і тілесні втіхи та ін. Нерідко підлітки не можуть говорити про важливе для них ні з батьками, ні з ким іншим. Наші книжки дають шанс уникнути помилок і трагедій, віднайти в житті підстави радіти і почуватися щасливими. Минулих років в серії вже видані: Кристина Нестлінгер «Обзивають мене Мурахоїдом», Йуон Колфер «Список бажань», Юта Трайбер «Синє озеро сьогодні зелене», Ульф Старк «Мій друг Персі, Бофало Біл і я», Клаус Гаґеруп «Маркус і дівчата», «Маркус і Діана», «Маркус і велика футбольна любов» та ін.
  - Романтична
  - Чорнильний світ

- понад 14 років:
  - Крізь брами українських часів (з Аскольдом Четвертинським) Ставши господарями стародавніх артефактів, яким підвладні простір і час, київські студенти дізнаються, що від них залежить порятунок Всесвіту. Звісно, їм допомагатимуть кмітливий домовичок та бешкетне демонятко і навіть Змій-Троян. На артефакти полюють неслабкі закордонні спецслужби, та й наша у цій справі задніх не пасе. А цекістам з Федерації — так тим узагалі кортить змінити історію, аби не постала у давнині українська столиця. В серії вийшли книжки «Час настав», «Гроза над Славутичем», «Багряні крила», «Добрий шлях»
  - Героїчна
  - Найкращі фантасти Європи

### Навчальна література
- Читай вільно — живи стильно! Читати англійською вільно й охоче — цілком реально! Наша унікальна серія — це найретельніша добірка адаптованих текстів, динамічні сюжети, різнобічні вправи, щонайширше коло навичок, настроєві малюнки. А ще — відповідність чинній програмі з англійської мови. Читати з улюбленими персонажами куди цікавіше, а перевіряти рівень знань — просто і доступно!
- Оригінальний текст
- Оригінальний текст + завдання

### Науково-популярна та наукова література
- Антропогенні ландшафти Поділля
- Земля Подільська
- Зрозуміло про…

1. ↑  TEZA. TEZA (укр.). Процитовано 6 березня 2025.